# Volta a Chihuahua
A Volta a Chihuahua é uma carreira ciclista por etapas que se disputa anualmente no estado de Chihuahua, ao norte do México.
Disputa-se ininterruptamente desde 2006 e esteve incluída dentro do UCI America Tour com a categoria 2.2 em 2006 e 2007 e ascendeu à categoria 2.1 em 2008 e 2009.
A primeira edição constou de um prologo e 5 etapas e a partir de 2ª edição passaram a ser sete etapas, uma delas contrarrelógio. A prova sempre conclui na cidade de Chihuahua. Disputa-se durante o mês de outubro e quando integrou o calendário ciclista profissional era uma das primeiras provas.
Para a edição de 2010, não esteve no calendário internacional e devido à crise económica e ao conflito entre o narcotráfico e as autoridades, os organizadores decidiram a substituir por um critérium (concorrência de um único dia) não oficial mas mantendo o nível de ciclistas que participavam.
Os altos custos de realizar uma competição internacional de nível com participação de equipas UCI Pro Tour fizeram inviável o projecto e para 2011, a Volta a Chihuahua se requalificou como uma competição nacional e de 3 etapas.

## Palmarés
Em laranja: edição amistosa de exibição não oficial (criterium).
Em amarelo: edição amador.
| Ano  | Ganhador             | Segundo         | Terceiro                 |
| ---- | -------------------- | --------------- | ------------------------ |
| 2006 | Luis Pérez Romero    | Jesús Zárate    | Fausto Marcelino Esparza |
| 2007 | Francisco Mancebo    | Christian Meier | Antonio Aldape           |
| 2008 | Francisco Mancebo    | Gregorio Ladino | Iker Camaño              |
| 2009 | Óscar Sevilla        | Gregorio Ladino | Rui Costa                |
| 2010 | Alexandre Vinokourov | Andy Schleck    | Samuel Sánchez           |
| 2011 | Gonzalo Garrido      | Luis Pulido     | Carlos López             |

## Palmarés por países
| País        | Vitórias |
| ----------- | -------- |
| Espanha     | 4        |
| Cazaquistão | 1        |
| Chile       | 1        |